# Chatanayus spissicornis
Chatanayus spissicornis là một loài bọ cánh cứng trong họ Elateridae. Loài này được Ferrer miêu tả khoa học năm 1998.